# Władysław Wieruski
Władysław Wieruski, ps. Karol Schaunard (ur. 11 września 1896 w Kraczkowej, zm. 4 września 1947 w Krakowie) – porucznik artylerii Wojska Polskiego, działacz niepodległościowy, doktor praw, adwokat.

## Życiorys
Urodził się 11 września 1896 w Kraczkowej, w rodzinie Marcina Wątroby i Katarzyny z domu Lew.
W czasie I wojny światowej walczył w szeregach 3. kompanii VI batalionu I Brygady Legionów Polskich. 18 listopada 1914 w bitwie pod Krzywopłotami został ranny w lewą pierś. 12 czerwca 1915 przebywał w Szpitalu Garnizonowym Nr 5 w Brnie. Później służył w 1 Pułku Artylerii.
Został zweryfikowany w stopniu porucznika ze starszeństwem z 1 czerwca 1919 w korpusie oficerów rezerwy artylerii. W 1934, jako oficer pospolitego ruszenia pozostawał w ewidencji Powiatowej Komendy Uzupełnień Kraków Miasto. Posiadał przydział do Oficerskiej Kadry Okręgowej Nr V. Był wówczas „przewidziany do użycia w czasie wojny”.
Wykonywał praktykę adwokacką i był członkiem Komisji Rewizyjnej przy Izbie Adwokackiej w Krakowie. Mieszkał w Krakowie przy ul. Grodzkiej 62, a następnie przy ul. Dunajewskiego 3. Zmarł 4 września 1947 w Krakowie, po krótkiej, ciężkiej chorobie. Został pochowany na cmentarzu Rakowickim.

## Ordery i odznaczenia
- Krzyż Niepodległości – 29 grudnia 1933 „za pracę w dziele odzyskania niepodległości”[8][1]
- Krzyż Walecznych dwukrotnie „za czyny orężne w czasie bojów Legionów Polskich” – 1922[4][9]